# Ernesto Almirante
Ernesto Almirante (Mistretta, 24 settembre 1877 – Bologna, 13 dicembre 1964) è stato un attore italiano.

## Biografia
Figlio secondogenito dell'attore teatrale Nunzio (gli altri suoi fratelli erano Giacomo, Luigi e Mario) e cugino di Italia, si avvicinò fin dalla tenera età all'arte della recitazione teatrale, e per anni affiancò il padre sulla scena.
La sua figura minuta e un po' allampanata non gli permise quasi mai di essere primattore e, quando decise di lasciare il palcoscenico, divenne amministratore di alcune compagnie teatrali, finché nel 1935 Guido Brignone non lo convinse a comparire in un piccolo ruolo - l'addetto ai passaporti falsi - nel film Passaporto rosso con Isa Miranda. Almirante comprese che il cinema gli era più congeniale, in particolare per i ruoli di attore brillante. Il suo esordio sullo schermo era avvenuto molti anni prima, nel periodo del muto, nel film Federica d'Illiria (1919), diretto da Eleuterio Rodolfi. 
Vivace e amabile caratterista, a partire dalla metà degli anni quaranta fu molto attivo sullo schermo, spesso nel ruolo di vecchietto arzillo e svagato. Lavorò anche sotto la direzione di importanti registi, come Luigi Zampa in Vivere in pace (1947) e Anni difficili (1948), Alessandro Blasetti in Prima comunione (1950), Steno e Mario Monicelli in Guardie e ladri (1951) e in Totò e i re di Roma (1951), Luigi Capuano in Ergastolo (1952) e Federico Fellini in Lo sceicco bianco (1952).
Molto simile nei tratti somatici ai suoi fratelli, a volte viene confuso con qualcuno di loro. Nei titoli di testa del film salgariano La figlia del Corsaro Verde (1941), c'è il nome di Luigi Almirante, al suo posto, per errore. E invece è lui, Ernesto, a interpretare la parte del precettore delle educande.
Nel 1955, quasi ottantenne, lasciò il cinema per trasferirsi nella casa di riposo per attori di Bologna, e qui apparve ancora in un documentario realizzato all'interno dell'Istituto, Chi è di scena?.
Era zio di Giorgio Almirante, figlio del fratello Mario.

## Filmografia
- Federica d'Illiria, regia di Eleuterio Rodolfi (1919)
- Passaporto rosso, regia di Guido Brignone (1935)
- Ai vostri ordini, signora..., regia di Mario Mattoli (1938)
- Eravamo sette vedove, regia di Mario Mattoli (1939)
- Imputato, alzatevi!, regia di Mario Mattoli (1939)
- La mia canzone al vento, regia di Guido Brignone (1939)
- Il documento, regia di Mario Camerini (1939)
- La notte delle beffe, regia di Carlo Campogalliani (1939)
- Il barone di Corbò, regia di Gennaro Righelli (1939)
- Centomila dollari, regia di Mario Camerini (1940)
- La granduchessa si diverte, regia di Giacomo Gentilomo (1940)
- Una romantica avventura, regia di Mario Camerini (1940)
- Piccolo alpino, regia di Oreste Biancoli (1940)
- Manovre d'amore, regia di Gennaro Righelli (1940)
- Cento lettere d'amore, regia di Max Neufeld (1940)
- La figlia del Corsaro Verde, regia di Enrico Guazzoni (1941)
- Marco Visconti, regia di Mario Bonnard (1941)
- Brivido, regia di Giacomo Gentilomo (1941)
- L'avventuriera del piano di sopra, regia di Raffaello Matarazzo (1941)
- Luna di miele, regia di Giacomo Gentilomo (1941)
- Finalmente soli, regia di Giacomo Gentilomo (1942)
- Margherita fra i tre, regia di Ivo Perilli (1942)
- Giorno di nozze, regia di Raffaello Matarazzo (1942)
- Il nostro prossimo, regia di Gherardo Gherardi e Aldo Rossi (1943)
- Mater dolorosa, regia di Giacomo Gentilomo (1943)
- Gli assi della risata, epis. Buon appetito!, regia di Roberto Bianchi (1943)
- In cerca di felicità, regia di Giacomo Gentilomo (1944)
- O sole mio, regia di Giacomo Gentilomo (1945)
- Il testimone, regia di Pietro Germi (1946)
- L'angelo e il diavolo, regia di Mario Camerini (1946)
- Amanti in fuga, regia di Giacomo Gentilomo (1946)
- Tempesta d'anime, regia di Giacomo Gentilomo (1946)
- Vivere in pace, regia di Luigi Zampa (1947)
- La figlia del capitano, regia di Mario Camerini (1947)
- L'onorevole Angelina, regia di Luigi Zampa (1947)
- Anni difficili, regia di Luigi Zampa (1948)
- 11 uomini e un pallone, regia di Giorgio Simonelli (1948)
- Ti ritroverò, regia di Giacomo Gentilomo (1948)
- I pompieri di Viggiù, regia di Mario Mattoli (1949)
- La sposa non può attendere, regia di Gianni Franciolini (1949)
- Campane a martello, regia di Luigi Zampa (1949)
- Quel fantasma di mio marito, regia di Camillo Mastrocinque (1950)
- Botta e risposta, regia di Mario Soldati (1950)
- Cuori senza frontiere, regia di Luigi Zampa (1950)
- Prima comunione, regia di Alessandro Blasetti (1950)
- Guardie e ladri, regia di Mario Monicelli e Steno (1951)
- Signori, in carrozza!, regia di Luigi Zampa (1951)
- Totò e i re di Roma, regia di Steno e Mario Monicelli (1951)
- Ergastolo, regia di Luigi Capuano (1952)
- Lo sceicco bianco, regia di Federico Fellini (1952)
- Agenzia matrimoniale, regia di Giorgio Pàstina (1952)
- Non è mai troppo tardi, regia di Filippo Walter Ratti (1953)
- Lo scocciatore (Via Padova 46), regia di Giorgio Bianchi (1953)
- Nozze d'oro, episodio di Cento anni d'amore, regia di Lionello De Felice (1954)
- Il coraggio, regia di Domenico Paolella (1955)
- Destinazione Piovarolo, regia di Domenico Paolella (1955)
- Ore 10: lezione di canto, regia di Marino Girolami (1955)
- La marcia su Roma, regia di Dino Risi (1962)
- Il Gattopardo, regia di Luchino Visconti (1963)

## Doppiatori italiani
- Lauro Gazzolo in La figlia del Corsaro Verde, La figlia del capitano, 11 uomini e un pallone, Lo sceicco bianco
- Amilcare Pettinelli in Il testimone
- Olinto Cristina in Ergastolo

## Prosa radiofonica Eiar
- Rinascita, commedia di Ferruccio Cerio, regia di Aldo Silvani, trasmessa il 7 gennaio 1937